# Превземане на Константинопол (1261)
Вижте пояснителната страница за други значения на Превземане на Константинопол.
Превземането на Константинопол на 25 юли 1261 година бележи възстановяването на Византийската империя чрез отвоюването (реокупирането) на нейната столица от Латинската империя.
Акцията на никейския император Михаил VIII Палеолог се осъществява с помощта на генуезкия флот, който е улеснен от това, че охраняващият морските подстъпи към латинската столица венециански флот е напуснал града и той е без защита по море.